# 저지 보이스 (영화)
《저지 보이스》(영어: Jersey Boys)는 2014년 공개된 미국의 뮤지컬 드라마 영화이다.

## 출연
- 존 로이드 영
- 에릭 버건
- 마이클 러멘다
- 빈센트 피아자
- 크리스토퍼 워컨
- 러네이 머리노
- 캐스린 나두치
- 루 볼피
- 프레이아 팅글리
- 마이크 도일
- 조니 캐니재로
- 제러미 루크
- 스티브 먼로
- 제임스 매디오
- 스티브 시리파
- 배리 리빙스턴
- 빌리 가델
- 프랜체스카 이스트우드
- 숀 훼일런

## 기타 제작진
- 총괄 제작: 제임스 패커, 브렛 래트너
- 세트: 로널드 R. 리스
- 의상: 데버라 호퍼